# Psidium acranthum
Psidium acranthum är en myrtenväxtart som beskrevs av Ignatz Urban. Psidium acranthum ingår i släktet Psidium och familjen myrtenväxter. Inga underarter finns listade i Catalogue of Life.